# Двигатель Nissan SD
Nissan SD — дизельный двигатель внутреннего сгорания, выпускающийся подразделением Nissan Diesel Motor Co., Ltd с 1963 по 1988 год.

## I4

### SD20
SD20 является безнаддувным 2,0-литровым (1991 см3) четырёхцилиндровым дизельным двигателем с диаметром цилиндра 83 мм и ходом поршня 92 мм. У двигателя три главных подшипника. С 1960-х по 1980-е годы двигатель устанавливался на Nissan Cedric, где развивал мощность 44 кВт (60 л. с.) при 4000 об/мин. Впервые двигатель был представлен в июне 1964 года.

### SD22
SD22, впервые представленный в 1963 году, являлся атмосферным рядным дизельным двигателем объёмом 2,2 л (2164 см3). Он выдавал мощность 48 кВт (65 л. с.) при 4000 об/мин. Впервые двигатель был установлен в июне 1977 года на Nissan Cedric 330, затем в 1983 году двигатель стали устанавливать на Nissan Cedric 430.
С 1980 по 1983 год SD22 устанавливался на пикапы Datsun 720, где развивал мощность 45 кВт (61 л. с.) при 4000 об/мин. В 1981 году поршни были модернизированы до трёхкольцевых с отлитым в качестве части поршня стальным держателем компрессионного кольца для повышения долговечности.
SD22 был популярен в Австралии и устанавливался на насосы для удалённых животноводческих ферм. По-прежнему двигатель импортируется поставщиком запчастей JESCO. Морская версия, использующая выпускной коллектор с водяным охлаждением и расширительный бачок, по-прежнему доступна у других производителей.

#### Устанавливался на
- 1963—1965 Nissan Caball QC141
- 1964—1970 Nissan Junior Q40, Q41
- 1965—1966 Nissan Caball QC142
- 1966—1971 Nissan Cedric 130
- 1966—1976 Nissan Caball C240 D4
- 1970—1982 Nissan Junior 140
- 1971—1975 Nissan Cedric 230
- 1976—1979 Nissan Cedric 330
- 1980—1983 Datsun 720
- Nissan Caravan/Homy RE20

### SD23
SD23 является 2,3-литровым (2289 см3) рядным четырёхцилиндровым дизельным двигателем с восемью клапанами (по 2 на цилиндр) и ТНВД распределительного типа. Двигатель развивает мощность 54 кВт (73 л. с.) при 4300 об/мин. В разное время SD23 устанавливался на пикапы Nissan 720 и D21, а также на Nissan Urvan E23 и на экспортные версии Nissan Cedric Y30. Также двигатель устанавливался на вилочные погрузчики, морские и стационарные установки. SD23 оснащён коленвалом с пятью подшипниками. С 1985 года в Европе двигатель устанавливался на Nissan Urvan, где развивал мощность 50 кВт (68 л. с.).

### SD25
SD25 является 2,5-литровым (2488 см3) рядным четырёхцилиндровым дизельным двигателем с диаметром цилиндра 89 мм и ходом поршня 100 мм. С 1983 по 1986 год двигатель устанавливался на пикапы Nissan 720, а с 1986 по 1988 год — на D21. В Канаде и на некоторых европейских рынках двигатель устанавливался на Nissan Urvan и Cabstar. SD25 оснащён пятью главными подшипниками коленвала и переработанным задним уплотнителем.

## I6

### SD33
SD33 является 3,2-литровым (3245 см3) дизельным двигателем, устанавливавшимся на Nissan Patrol MQ (160) 1980—1983 годов и Nissan C80. Двигатель выдаёт мощность 70 кВт (95 л. с.) при 3800 об/мин.
Также двигатель устанавливался на малотоннажные грузовики серии UD 3400, вилочные погрузчики, морские установки, на внедорожники International Scout (с 1976 по 1979 год) и Jeep CJ-10/CJ10A (с 1985 по 1986 год).

### SD33T
SD33T является вариантом SD33 с турбонаддувом, выпускавшимся с 1980 года. Впервые двигатели были представлены на International Scout II 6400. Все двигатели сочетались в паре с механической трансмиссией T-19.
С июля 1983 по 1987 год SD33T устанавливался на Nissan Patrol MK (160). Двигатель развивает мощность 81 кВт (108 л. с.) и крутящий момент 255 Н·м.